# Ebbe Kløvedal Reich
Ebbe Kløvedal Reich född 7 mars 1940 i Odense, död 23 april 2005, var en dansk populärhistoriker och författare.
Reich var under 1960-talet en framträdande intellektuell, som engagerade sig i danska Vietnamrörelsen. Han var redaktör för tidskriften Politisk Revy 1967–1968. I flera perioder var han medlem av Det Radikale Venstre. Vid Folketingsvalet 12 december 1990 ställde han upp för Enhedslisten. 
Utöver romaner har Reich bland annat skrivit boken Frederik om Grundtvig, återberättat Dantes Den gudomliga komedin på danska och skrivit sångtexter till bland andra Henrik Strube. 
Han är begravd på Assistens Kirkegård.